# Denis Goldberg
Denis Theodore Goldberg (Ciutat del Cap, 11 d'abril de 1933 - 29 d'abril de 2020) fou un activista social sud-africà, molt actiu durant la lluita contra l'Apartheid. Va estar empresonat durant molts anys juntament amb altres membres del moviment anti-apartheid.

## Biografia

### Lluita contra l'Apartheid
Denis Goldberg va néixer a Ciutat del Cap, Sud-àfrica, l'any 1933, en el si d'una família jueva. Va estudiar a la Universitat de Ciutat del Cap, on es va graduar en enginyeria civil. De jove es va afiliar al Partit Comunista de Sud-àfrica (SACP), que era una organització que lluitava contra el règim apartheid implantat pel govern sud-africà des del 1948.
Posteriorment, juntament amb altres membres del SACP, va formar el Congrés dels Demòcrates de Sud-àfrica (SACD), del qual es va convertir en el líder. Tant el SACP com el SACD van aliar-se amb el Congrés Nacional Africà (ANC), així com d'altres organitzacions no racials sud-africanes, per crear el Congrés dels Aliats. El 1960 va ser detingut i va passar 4 mesos a la presó sense judici previ. Quan es va crear el braç armat de l'ANC, Umkhonto We Sizwe (MK), el 1961, es va convertir en un dels oficials tècnics de l'organització.

### Detenció i empresonament
El 1963 va ser detingut a Liliesleaf Farm, Rivonia, on hi havia la seu clandestina de l'MK. Va ser jutjat en el famós judici conegut com a Procés de Rivonia, juntament amb altres líders anti-apartheid com Nelson Mandela, Walter Sisulu, Ahmed Kathrada, Govan Mbeki o Billy Nair. Goldberg va ser sentenciat, el 1964, a cadena perpètua. Va ser l'únic membre blanc d'Umkhonto We Sizwe arrestat i sentenciat a cadena perpètua en aquest judici.
Goldberg va descriure la peculiaritat de ser blanc i estar implicat en la lluita anti-apartheid de la següent manera: "Ser negre i estar implicat en la lluita vol dir tenir el suport de molta gent, i vol dir ser part d'una comunitat. Ser blanc i estar involucrat en la lluita vol dir estar aïllat."
Va ser enviat a la Presó Central de Pretòria, que en aquella època era l'única presó sud-africana on s'hi confinaven presos polítics blancs. Durant el temps que va passar a la presó va graduar-se en administració pública, història i geografia, i en bibliologia. Estava estudiant dret quan, el 1985, va ser alliberat, després de passar 22 anys a la presó.

### Després de l'Apartheid
Tot i que Israel, pels seus orígens jueus, va intercedir en el seu alliberament, Goldberg sempre en va criticar el tractament que dispensaven al poble palestí, així com les bones relacions que va mantenir amb el govern apartheid sud-africà. Després de sortir de la presó i de visitar la seva filla, que vivia a un kibbutz israelià, va marxar a l'exili a Londres, on vivia la seva família. A Londres va tornar a treballar amb l'ANC obrint una oficina, que va mantenir entre 1985 i 1994. Es va convertir en portaveu de l'ANC, a més a més de ser representant del Comitè Anti-Apartheid de les Nacions Unides.
Diverses organitzacions dels Estats Units d'Amèrica van atorgar a Goldberg el premi Albert Lutuli Peace Prize, en reconeixement de la seva feina contra l'apartheid. La seva família, a l'exili, havia estat activa durant molts anys al moviment Woodcraft Folk, un moviment britànic dirigit als nens i als joves que promovia la igualtat i la cooperació, convertint-se Goldebrg en el president fins que ell mateix va demanar l'abolició d'aquest càrrec.
Després de les primeres eleccions democràtiques a Sud-àfrica, el 1994, Goldberg va fundar l'organització Community H.E.A.R.T. a Londres, el 1995, per to help to improve the living standards of black South Africans. Amb el suport d'uns amics alemanys, va establir el Community H.E.A.R.T. e.V. a Essen el 1996. Actualment s'ha involucrat en l'organització Computer Aid International de Londres, essent-ne actualment patró i ambaixador.
Goldberg va tornar a Sud-àfrica el 2002, essent nomenat Comissar Especial per Ronnie Kasrils, Ministre de l'Aigua i els Boscos, fins al 2004. El 2010 va publicar la seva autobiografia, The Mission: A Life for Freedom in South Africa (STE Publishers, Johannesburg).

### Família
El primer matrimoni de Goldberg va ser amb Esme Bodenstein, una fisioterapeuta que va passar un temps confinada l'any 1963 abans de marxar exiliada a Londres amb els seus fills petits, Hilary i David. Durant 22 anys, només se li va permetre veure al seu marit dues vegades.
La casa d'Esme a East Finchley, al nord de Londres, va proveir un sostre a molts refugiats polítics sud-africans i va ser un lloc de trobada per molts d'altres. Quan el seu marit va ser alliberat, va refusar tornar a Sud-àfrica i es va quedar a viure a Londres fins a la seva mort l'any 2000.
El 2002 Goldberg es va casar amb Edelgard Nkobi, una periodista alemanya. Pocs dies després, la seva filla de 47 anys va morir quan es preparava per retornar a Sud-àfrica. Nkobi va morir el 2006 després d'una llarga batalla contra el càncer. Actualment, Goldberg viu a Hout Bay, un suburbi de Ciutat del Cap.